# Hourya Sinaceur
Hourya Sinaceur   (Casablanca, 11 d'octubre de 1940) és una filòsofa marroquina. Va néixer el 1940 a Casablanca. És una experta en teoria i història de les matemàtiques. El seu llibre més conegut és sabut més és Field and Models publicat el 2003. Sinaceur va treballar a la universitat de París-Sorbonne i el CNRS, també a París, i a l'URS de Rabat. És actualment membre del Comitè francès Nacional d'Història i Filosofia de la Ciència (Comité National Francais d'Histoire et de Philosophie des Sciences (CNFHPS)).